# Введенська сільська рада (Мішкинський район)
Вве́денська сільська рада (рос. Введенский сельский совет) — сільське поселення у складі Мішкинського району Курганської області Росії.
Адміністративний центр — село Введенське.
Населення сільського поселення становить 640 осіб (2017; 796 у 2010, 1163 у 2002).

## Склад
До складу сільського поселення входять:
| Населений пункт     | Населення, осіб (2002) | Населення, осіб (2010) |
| ------------------- | ---------------------- | ---------------------- |
| Бидіно, присілок    | 44                     | 1                      |
| Введенське, село    | 770                    | 595                    |
| Пестово, присілок   | 123                    | 69                     |
| Річкалово, присілок | 57                     | 17                     |
| Сладке, селище      | 169                    | 114                    |